# … wie einst Lili Marleen
… wie einst Lili Marleen ist ein deutsches Liebes- und Kriegsfilmdrama aus dem Jahre 1956 von Paul Verhoeven mit Marianne Hold und Adrian Hoven in den Hauptrollen.

## Handlung
Zu Beginn des Zweiten Weltkriegs sind der talentierte Geigenbauer Franz Brugger und die hübsche Christa Schmidt ein Paar. 1941 ist es so weit: Die Einberufung trifft auch den schönen Franz. Er und „sein Mädchen“ versprechen sich unverbrüchliche Treue, und Christa sagt ihm zu, dass, was immer auch kommen möge, sie auf ihn warten werde. Die Zeit vergeht und Franz, den das titelgebende, wehmütige Lied aus der Feder von Norbert Schultze ihn in seiner Liebe zu Christa aufrechterhalten konnte, muss bis zum bitteren Ende vier Jahre später an der Ostfront kämpfen. Die anschließende Kriegsgefangenschaft in der Sowjetunion lässt Christa nach einiger Zeit in dem Glauben zurück, dass ihr Franz es nicht geschafft hat und nicht mehr lebt.
Erst infolge des Moskau-Besuchs von Bundeskanzler Konrad Adenauer 1955 kommt auch Franz nach zehn langen Jahren endlich wieder frei und kann in die Heimat zurückkehren. Dort, in Berlin, hat sich in seiner Abwesenheit vieles verändert. Vor allem muss Franz nach einiger Suche nach Christa schockiert feststellen, dass sein Mädchen nun doch nicht ewig auf ihn gewartet hat und unmittelbar vor einer Eheschließung steht. Franz ist verzweifelt und weiß nicht, ob und wie er Christa zurückgewinnen kann. Die Entscheidung bringt ein Konzert, bei dem Lili-Marleen-Interpretin Lale Andersen ihren Soldatenlied-Klassiker erneut vorträgt. Erst jetzt finden die lange Zeit Getrennten wieder zueinander, und Christa wie auch Franz wissen, dass sie für immer zusammengehören.

## Produktionsnotizen
… wie einst Lili Marleen entstand vom 7. Juni bis zum 14. Juli 1956 in Berlin und wurde am 21. September desselben Jahres im Düsseldorfer Capitol-Kino uraufgeführt.
Gerhard-Felix Frank übernahm die Produktionsleitung. Karl Weber und Albrecht Hennings schufen die Filmbauten, Ursula Stutz die Kostüme. Otto Meyer war Regieassistent, Wolf Wirth Kameraassistent.

## Wissenswertes
Hauptdarsteller Hoven hatte knapp 25 Jahre später erneut mit dem Mythos „Lili Marleen“ zu tun, als er in Rainer Werner Fassbinders gleichnamiger Inszenierung eine seiner letzten Kinorollen spielte.

## Kritiken
Der Spiegel schrieb: „Begleitet vom neuerdings branchenüblichen Gezänk um Drehbuch und Verfilmungsrechte inszenierte Paul Verhoeven als rührselige Reminiszenz an den „Belgrader Wachtposten“ eine mühsame Liebesgeschichte aus den Tagen des Totalen Krieges, wobei er schüchtern hervorlugende zeitkritische Momente geschäftig verwischte. Lale Andersens sentimentaler Singsang ist Ouvertüre und Leitmotiv für eine brüchige Kette wirklichkeitsfremder Zufälle, die verhindert, daß das dürftig motivierte Liebespaar (Marianne Hold und Adrian Hoven) das Ziel seiner Wünsche eher erreicht als der Film die abendfüllende Länge.“
Im Lexikon des Internationalen Films heißt es: „Der  … Titelschlager wird als Bindemittel für treue Liebe bemüht: So können der Spätheimkehrer aus Sibirien, ein Geigenbauer, und die einst in Berlin kriegsdienstverpflichtete Arbeiterin auch im Frieden zueinander finden.“